# Pilar Sancho i Espigulé
Pilar Sancho i Espigulé (Girona, 1948) és una pedagoga que ha estat inspectora d'educació i política. Fou la cinquena persona que accedí a l'alcaldia de Llagostera i la segona dona amb aquest càrrec. Viu a Llagostera des del 1973.

## Biografia
Diplomada en Magisteri i llicenciada en filologia anglesa, va treballar dos anys de mestra a Andalusia fins que el 1971 va entrar al col·legi públic de Llagostera, que va dirigir del 1986 al 1990. N'era directora el 1989, l'any que l'Ajuntament de Llagostera va arrencar l'arbre centenari del darrere de l'escola. Des del 1991 al 1996 fou inspectora d'educació de la Delegació Territorial d'Ensenyament a Girona.
A les eleccions municipals del 1995 es presentà de número 2 per Convergència i Unió. Entre la seva tasca com a regidora de Cultura hi va haver el canvi de l'emplaçament de la Festa Major del 1996, que va passar del Passeig de Barcelona a l'Avinguda de l'Esport. El 1996 va recuperar la Fira Agrícola de Sant Bartomeu.
Quan l'alcalde, Narcís Casas, va morir de malaltia als 61 anys, el 23 de novembre del 1996, ella esdevingué l'alcaldessa accidental fins que el 4 de desembre esdevingué l'alcaldessa. El gener del 1997 va crear una inèdita junta de portaveus per informar l'oposició.
A les eleccions municipals del 1997 es presentà per alcaldessa per CiU i guanyà les eleccions. Durant aquest mandat es van debatre qüestions com la deixalleria municipal, la ubicació de l'institut, el local polivalent o la construcció de la línia de Fecsa de les Gavarres. A les properes eleccions no es presentà. Del 200 al 2003 va ser delegada territorial del Departament d'Ensenyament a Girona. El 2003 es tornà a presentar a l'alcaldia, però aquest cop no guanyà. El 2006 renuncià a presentar-se com a alcaldessa.